# はじめて君としゃべった
「はじめて君としゃべった」（はじめてきみとしゃべった）は、ガガガSPの楽曲。同グループ9枚目のシングルとして2005年2月2日にソニー・ミュージック・レコーズから発売された。

## 概要
「はじめて君としゃべった」は、ベース担当の桑原康伸が弾き語りで作ったものであった。それを、ボーカルのコザック前田が「ガガガSPでやらないか」と話を持ちかけCDリリースするに至った。当初は、アルバムに収録する予定だったが、テレビ東京系アニメ『NARUTO -ナルト-』のエンディングテーマ曲のタイアップに起用されることが決まり、シングルでリリースすることとなった。2010年までは、元プロ野球選手で千葉ロッテマリーンズに所属していた塀内久雄の応援歌としても使用された。

## 収録曲
1. はじめて君としゃべった
  - 作詞・作曲：桑原康伸
  - テレビ東京系アニメ『NARUTO -ナルト- 』8代目エンディングテーマ（2005年1月5日 - 2005年3月30日放送分）。
  - 以後、アルバム『無責任一家総動員』や『ガガガSPベストアルバム』にも収録された。
2. 全ては変わった
  - 作詞・作曲：コザック前田
  - 以後、アルバム『青春狂時代』にも収録された。
3. 津山の夜(ザ・ボートレース Ver.)
  - 作詞・作曲：コザック前田
  - 2003年3月にリリースしたアルバム『オラぁいちぬけた』の「津山の夜」をメンバーがアコースティックギターで演奏している。